# Festival de Cine de El Gouna
El Festival de Cine de El Gouna (en árabe: مهرجان الجونة السينمائي) es un festival de cine anual creado en 2017, que se celebra en la ciudad turística del Mar Rojo de El Gouna, Egipto. El festival inaugural comenzó el 22 de septiembre de 2017. El festival fue fundado en 2017 por el multimillonario empresario egipcio Naguib Sawiris y se celebra en el complejo turístico de El Gouna, propiedad de su hermano Samih.